# Kamen Rider Kiva
Kamen Rider Kiva (仮面ライダーキバ, Kamen Raidā Kiba, Masked Rider Kiva)  est une série télévisée japonaise de type Tokusatsu. Elle est la dix-huitième série de la franchise Kamen Rider. Coproduite par la Toei et les productions Ishinomori, diffusée entre le 27 janvier 2008 et le 18 janvier 2009 sur TV Asahi,  elle compte 48 épisodes et un film. Elle est précédée par Kamen Rider Den-O et suivie par Kamen Rider Decade.

## Histoire
En 2008, Wataru Kurenai vit dans la maison de son père Otoya Kurenai qui a disparu il y a vingt-deux ans. Il a comme seul ami, une jeune fille du nom de Shizuka Nomura. Il est décrit par ses voisins, comme quelqu'un d'étrange qui fait des expériences nauséabondes.
En tant que Kamen Rider Kiva, il combat les Fangires (des monstres draineurs de vie) qui attaquent les humains. Il sera traqué, puis aidé dans sa quête par "l'Organisation Merveilleuse du ciel bleu" et son Rider, Kamen Rider IXA, utilisé par Nago Keisuke et sa partenaire Megumi Aso (Sa mère, Yuri Aso, a côtoyé le père de Wataru, Otoya Kurenai, en 1986).
L’histoire se déroule sur deux périodes différentes : 1986 et 2008. Il y a donc des analogies entre les deux époques tant au niveau des faits et des rencontres qu'au niveau des ennemis à combattre.
Ces Analogies permettent de voir les causes des évènements en 1986 et d'observer leurs conséquences en 2008.

## Riders
Les riders de la série sont:
- Kamen Rider Kiva
- Kamen Rider Ixa
- Kamen Rider Saga
- Kamen Rider Dark Kiva
- Kamen Rider New Kiva

Les riders exclusifs aux films sont:
- Kamen Rider Rey
- Kamen Rider Arc